# Depresiunea Luncavița
Depresiunea Luncavița este o depresiune situată în nordul munților Măcinului.

## Date geografice
Este o depresiune lontgitudinală adaptată la structura pe linia de falie (aliniamentul tectonic Luncavița-Consul), axata de la nord-vest spre sud-est pe valea cu acelasi nume, care o drenează până la Gârla Ciulnița. Sectorul depresionar spre Lunca Dunării este ocupat de Lacul Crapina.
Adăpostește satele Garvăn, Văcăreni, Luncavița și  Rachelu. Are ca axă principală est-vest de transport rutier DN22 (pe porțiunea Tulcea – Măcin) și nord-vest – sud-est (spre Horia) DJ222A.
Comunică la sud prin Pasul Teilor cu Depresiunea Taița superioară-Horia și la est cu Depresiunea Jijila prin Pasul Garvăn.